# 음암중학교
음암중학교(音岩中學校)는 대한민국 충청남도 서산시 음암면 도당리에 있는 공립 중학교이다.

## 학교 연혁
- 1975년 11월 14일 : 음암중학교 설립인가 (12학급)
- 1976년 3월 10일 : 개교 (5학급)
- 1979년 1월 11일 : 제1회 졸업
- 2021년 9월 1일 : 제24대 류병남 교장 부임
- 2025년 1월 6일 : 제47회 졸업(47명, 총6,784명)
- 2025년 3월 4일 : 제50회 입학 (2학급 36명)

## 참고 자료
- 음암중학교 - 한국교육학술정보원 학교알리미